# Egidio Casazza
Egidio Casazza (fl. XX secolo) è stato un calciatore italiano, di ruolo centrocampista.

## Carriera
Esordì con la maglia della Sampierdarenese dove gioca soltanto due partita nella Coppa CONI 1927.  
Con la Dominante disputa 7 gare nei campionati di Divisione Nazionale 1927-1928 e 1928-1929.
Milita in seguito nel Genova 1893 senza disputare partite di campionato. Poi gioca a Ferrara con la Spal in Prima Divisione esordendo il 16 novembre 1930 nella partita Spal-Mirandolese (0-2).